# Balahta
Balahta (oroszul: Балахта) városi jellegű település Oroszország ázsiai részén, a Krasznojarszki határterületen, a Balahtai járás székhelye.
Népessége: 7410 fő (a 2010. évi népszámláláskor).

## Elhelyezkedése
Krasznojarszktól 163 km-re délre, a Krasznojarszki-víztározó bal partjától 31 km-re, a Csulim felső folyásának partján fekszik, a „Jenyiszej” nevű R257-es főúton (oroszul: ). A legközelebbi vasútállomás 120 km-re, Uzsurban van, az Acsinszk–Abakan vasútvonalon.
A járás a Krasznojarszki víztározó két oldalán helyezkedik el. Területe 10 250 km2, melynek több mint felét lombhullató- és fenyőerdők borítják. Gazdasági életének vezető ágazata a mezőgazdaság.